# Нгави (район)
Нга́ви (индон. Kecamatan Ngawi) — район в составе одноименного округа индонезийской провинции Восточная Ява, в котором располагается административный центр округа.

## Этимология

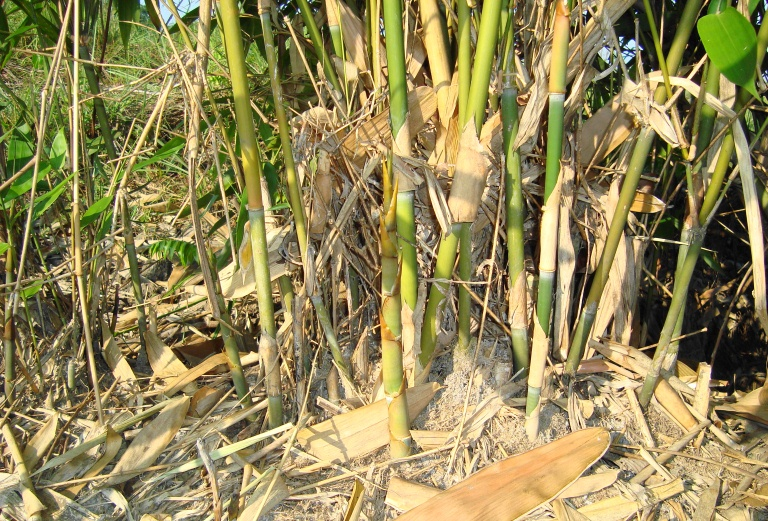
Нгави происходит от слова «ави», что означает бамбуковое дерево.

Топоним нгави является производным от яванского слова «ави», означающего «бамбук». В долине между реками Соло и Мадиун, где находится эта территория, действительно, обильно произрастает это растение.

## Административное деление
В состав района Нгави входят 16 административно-территориальных единиц низшего звена — 12 деревень и 4 поселения, в состав которых, в свою очередь, входят 86 административных кварталов. Ниже приведены названия деревень и поселений в районе округа Нгави:

### Деревни
- Баньюурип
- Беран
- Грудо
- Джруреджо
- Канданган
- Каранг-Асри
- Карангтенгах-Прандон
- Катохарджо
- Керек
- Манунхарджо
- Нгави
- Ватуаланг

### Поселения
- Карангтенгах
- Кетанги
- Маргомульо
- Пелем

## Примечание
1. ↑  https://astraotoshop.com/article/plat-ae
2. ↑  Sejarah Ngawi. Дата обращения: 4 mei 2014. Архивировано 7 марта 2012 года.
3. ↑  Visualisasi Data Kependudukan - Kementerian Dalam Negeri 2021 (Visual). www.dukcapil.kemendagri.go.id. Дата обращения: 27 августа 2021. Архивировано 5 августа 2021 года.